# Џон Раскин
Џон Раскин (енгл. John Ruskin; Лондон, 8. фебруар 1819 — Брентвуд, 20. јануар 1900) је био енглески сликар и критичар уметности.
Мада је усавршавао сопствене сликарске способности, пре свега сликање акварела, био је ипак пре свега теоретичар који се са посебним афинитетом бавио сликарством пејзажа и средњовековном архитектуром. Раскин се заузимао за прерафаелите, као и за Вилијама Тарнера и имао је великог утицаја на покрет Arts and Crafts и на Modern style. У периоду од 1869. до 1884. године радио је као професор историје уметности на Оксфорду.

## Галерија
- Дела Џона Раскина
- Профил лава
- Поглед на Амалфи
- Аутопортрет с плавом марамом
- Река Сена и њена острва
- Водопади Шафхаузена
- Немирне стене
- Фрибург, Швајцарска
- Цермат